# Usagers de la route
Usagers de la route est le dixième album de la série Les Bidochon créée par Christian Binet, publié en 1988.

## Synopsis
La vieille 4L de Robert et Raymonde (150 000 km au compteur) a passé la roue à gauche. Il est grand temps d'en acheter une autre et de partir à l'assaut des départementales.

## Commentaires
Un album où Raymonde est un peu en retrait, face à un Robert conducteur forcément macho. Mais elle n'a pas dit son dernier mot et sait très bien rappeler sa présence.

## Couverture
Robert, maussade, arrêté au bord d'une route et Raymonde, verte, vomissant dans le fossé en se tenant par la portière.

## Anecdotes
La « Rono 5 » conduite par les Bidochon est très proche de la Renault 5. Le nom a été certainement déformé pour éviter des conflits juridiques avec la Régie Renault[réf. nécessaire].

## Erreur
Sur la couverture de l'album, la Rono 5 des Bidochon est rouge, alors qu'un policier la décrit dans l'histoire comme "Une Rono 5 grise".